# Готон-Гауз
Готон-Гауз (англ. Houghton House) — це зруйнований мисливський маєток 17-го століття в Амптгіллі, графство Бедфордшир, Східна Англія. Спочатку це був літній будинок графині Мері Сідні Гебрерт. Після її смерті він перейшов у володіння родин Брюс і Рассел. Наприкінці XVIII століття він був занедбаний і занепав. Зараз він перебуває під опікою Англійської спадщини. Він входить до британського списку будівель I ступеня.

## Історія
Будівля була зведена на початку XVII століття як мисливський будиночок. Будівництво почалося в 1615 році на землі, подарованій графині Пембрук Мері Сідні Герберт королем Англії Яковом I. Ймовірно, роботами керували архітектори Джон Торп — представник якобінського стилю — і Ініґо Джонс, один із попередників англійського Відродження. У 1621 році резиденція була вже добудована. Потім маєток відвідав король Яків I. У тому ж році Мері Сідні Герберт також померла, і в 1624 році маєток було надано правителем родині Брюсів, яка перетворила Готон-Гауз на свою основну резиденцію, з круглорічним проживанням. Він мав стати прототипом Палацу краси, описаного в «Мандрівках пілігрима» Джона Буньяна 1678 року.

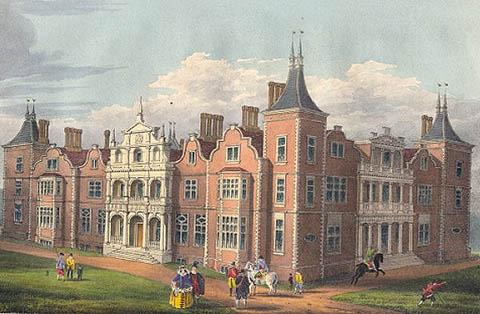
Малюнок, що показує резиденцію в період її розквіту

У 1738 році Томас Брюс продав маєток Джону Расселу, герцогу Бедфордському. Між 1764 і 1767 роками тут проживав син нового власника, Френсіс Рассел, маркіз Тавісток. У 1767 році Френсіс Рассел загинув на полюванні. Його син Френсіс Рассел, герцог Бедфордський, передав мисливські угіддя своєму сусідові, а в 1794 році покинув маєток, позбавивши його меблів і даху. Головні, багато прикрашені сходи потім були перенесені в нову резиденцію принца — Swan Hotel у Бедфорді. Резиденція поступово занепадала. У 1804 Джон Фіцпатрік, 2-й граф Аппер-Оссорі, придбав залишки особняка та прилеглу землю. У 1877 році були частково знесені вежі, які опинилися під загрозою обвалу.
У 1923 році залишки резиденції були придбані місцевим гуртком образотворчого мистецтва, з ініціативи якого вони спочатку були ревіталізовані . У 1935 році Готон-Гауз перейшов під управління першого Комісара громадських робіт Великої Британії . У 1938 році розпочалися ремонтні роботи . У 1972 році Міністерство охорони навколишнього середовища внесло будівлю до списку пам'яток I класу. У 2006 році була проведена ще одна реконструкція. В даний час залишками особняка управляє організація English Heritage.

## Зовнішній вигляд
Резиденція була зведена в плані літери Н і мала розміри 37х25 м. У будівництві використовувалася цегла, а кути, віконні рами та інші декоративні елементи були зроблені з вапняку, видобутого в сусідньому Тоттерно. По кутах було чотири башточки, з яких дві західні збереглися донині до рівня другого поверху.
Головний вхід був у південній стіні. Однак роль фасаду відігравала північна стіна, орієнтована на парк і мисливські угіддя. Дві лоджії вели до садів, одна в північній стіні, друга в західній стіні. Вони були виконані в стилі ранньої неокласики, а творцем їх дизайну, ймовірно, був Ініґо Джонс. Обидві лоджії були оснащені фризами з орнаментами, що відсилають до графині Пембрук та її родини. Серед них були особистий герб графині, ведмідь, який був емблемою Дадлі, роду матері Мері Сідні Герберт, а також численні рослинні орнаменти.
Будівля мала три поверхи. Головний вхід вів до розташованого в центрі великого залу, який служив репрезентативною кімнатою та їдальнею. Над великою залою була кімната, яка спочатку використовувалася для приватних трапез і розваг. У 60-ті роки У вісімнадцятому столітті її було перетворено на бібліотеку. На першому поверсі розташовувалася графська родина, а на другому — слуги. Господарський флігель, який не зберігся до нашого часу, містив кухню та варильню і примикав до резиденції зі сходу.

## Галерея

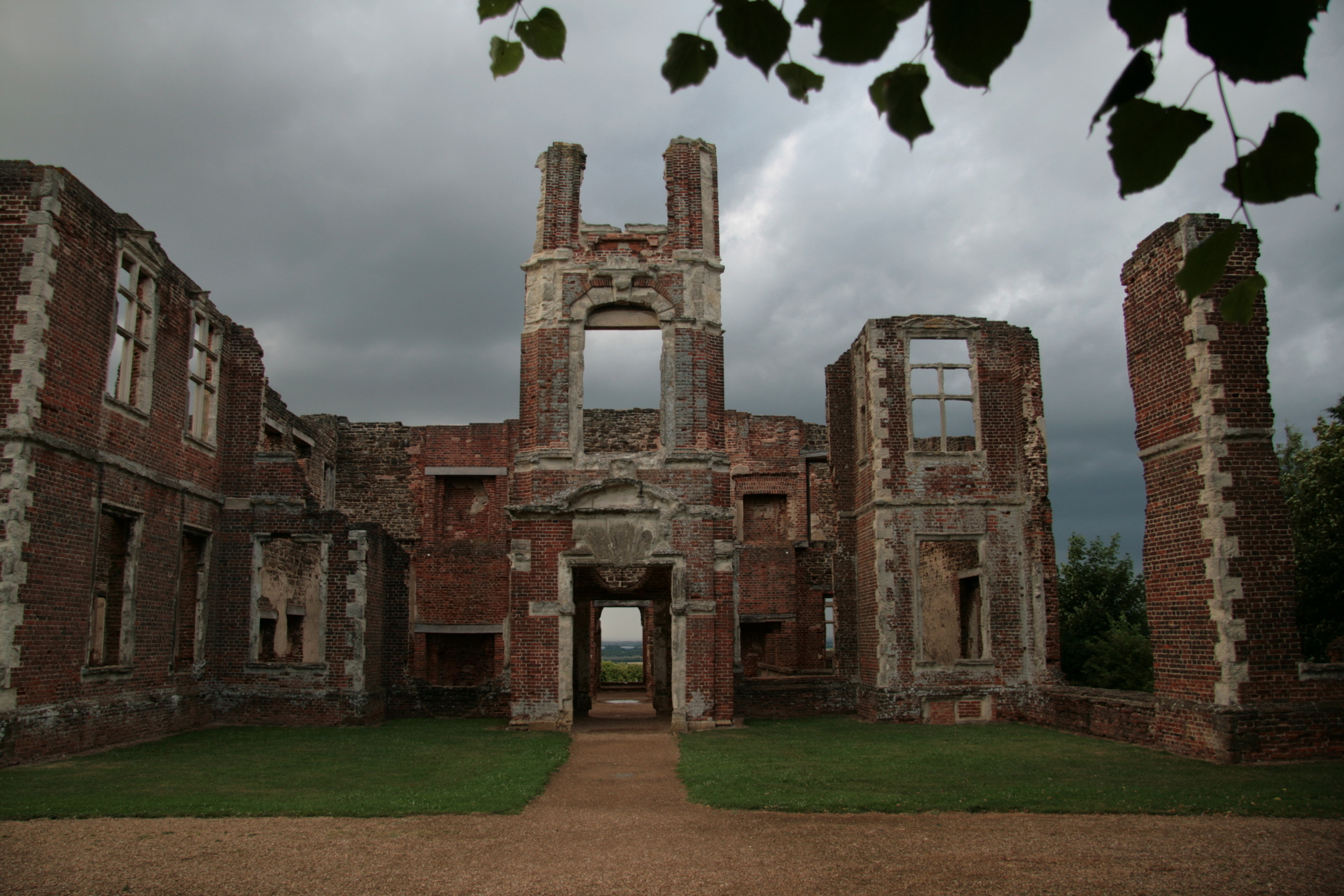
Головний вхід
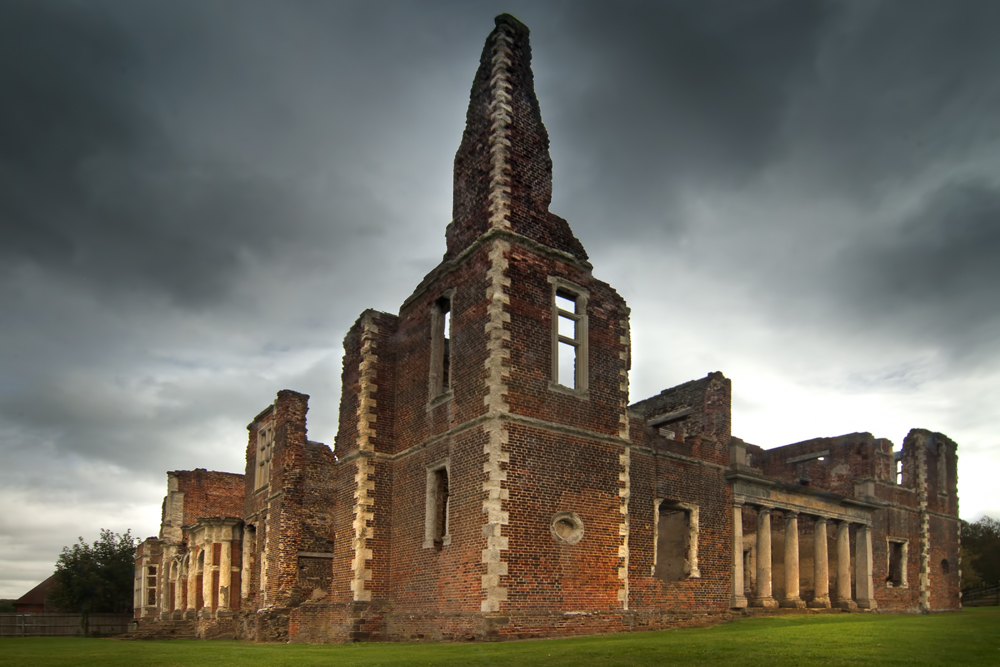
Північний і західний фасади
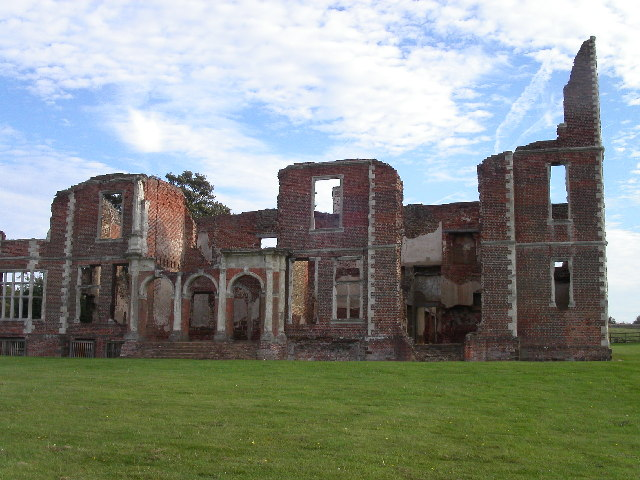
Північний фасад

## Виноски
1. 1 2 3 4 5 6 7 8  History of Houghton House (англ.). English Heritage. Процитовано 7 липня 2017.
2. 1 2  William D. Houghton: Houghton Ancestors. Lulu.com, 2010, ss. 58-60. ISBN 9780557189144.
3. 1 2 3 4 5  Ross, David. Houghton (англ.). Britain Express. Процитовано 7 липня 2017.
4. 1 2 3 4 5  Houghton House: a 17th century mansion and associated courtyard and formal garden remains (англ.). Historic England. Процитовано 8 липня 2017.
5. 1 2  Houghton House (англ.). Bedford Borough Council. Процитовано 8 липня 2017.
6. 1 2 3 4 5  Description of Houghton House (англ.). English Heritage. Процитовано 7 липня 2017.